# منزل سالم
منزل سالم قرية تابعة لولاية الكاف بالشمال الغربي التونسي. وهي مقر بلدية. في عام 2004 كان عدد سكانها 2211.